# Ulje za loženje
Ulje za loženje (ili lož-ulje) je tečno gorivo koje se koristi kao gorivo za grejanje (domaćinstva ali i u toplanama).
Ono je srednji ili teški ostatak prerade nafte, eventualno kamenog ili mrkog uglja. Ponekad se kao kotlovsko gorivo koristi i sirova nafta, lišena lakih frakcija.
Prema propisima u Srbiji (SRPS B.H.340), proizvodi se sedam vrsta ulja za loženje:
- ulje za loženje ekstra lako - EL
- ulje za loženje lako - L
- ulje za loženje srednje - S
- ulje za loženje teško - T
- ulje za loženje lako specijalno - LC
- teško metalurško ulje za loženje - TM1
- teško metalurško ulje za loženje - TM2

Ponekad se ulje za loženje koristilo umesto dizel goriva, pošto je njegova cena niža.